# 瑪蒂爾德·約翰森
瑪蒂爾德·約翰森（法語：Mathilde Johansson，1985年4月28日—）是法國女子职业网球运动员，2000年轉職業，2016年退役。她的WTA生涯最高單打排名為第59（2009年4月6日）。

## 外部連結
- 瑪蒂爾德·約翰森的国际女子网球协会官方資料（英文）
- 瑪蒂爾德·約翰森的國際網球總會 職業／青少年 官方資料（英文）
- Fed Cup - Player profile - Mathilde Johansson (FRA) （页面存档备份，存于）